# Adolf Weil

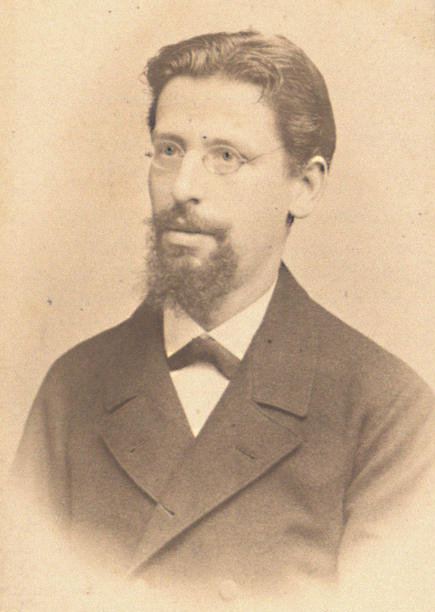
Adolf Weil.

Adolf Weil, född 7 februari 1848 i Heidelberg, död 23 juli 1916 i Wiesbaden, var en tysk invärtesläkare.
Han studerade i Heidelberg, där han blev medicine doktor 1871 varefter han fortsatte sina studier i Berlin (under Ludwig Traube och Friedrich Theodor von Frerichs) och i Wien (under Ferdinand von Hebra, Moritz Kaposi och Leopold Schrötter von Kristelli). År 1876 blev han extra ordinarie professor och 1886 ordinarie professor i klinisk medicin (i Dorpat). Redan året därpå blev han dock tvungen att avsäga sig professorstjänsten på grund av tuberkulos. Under några år arbetade han vintertid i Ospedaletti och San Remo samt i Badenweiler under somrarna. År 1893 flyttade han till Wiesbaden där han stannade fram till sin död. Förutom att ha varit professor i Dorpat var han även professor i Berlin.
Weil har givit namn åt Weils sjukdom som han beskrev fyra fall av.